# 킴 로시 스튜어트
킴 로시 스튜어트(Kim Rossi Stuart, 1969년 10월 31일 ~ )는 이탈리아의 배우, 영화 감독이다.

## 출연 작품
- 더 베스트 이어즈 (2020)
- 토마소 (2016)
- 원드러스 보카치오 (2015)
- 도즈 해피 이어스 (2013)
- 발라자스카 (2010)
- 피아노, 솔로 (2007)
- 리베로도 괜찮아 (2006)
- 범죄 소설 (2005)
- 하우스 키 (2004)
- 피노키오 (2002)
- 가든 오브 에덴 (1998)
- 적과 흑 (1997, Le Rouge et le Noir)
- 공주는 못말려 (1991)
- 에이틴 인 어 위크 (1991)
- 가라데 투사 2 (1988)
- 가라데 투사 (1987)
- 장군 가리발디 (1986)